# 운신초등학교
운신초등학교는 대한민국 충청남도 서산시에 있는 공립 초등학교이다.

## 학교 연혁
- 1935년 5월 20일: 여미공립보통학교 부설 신창간이학교로 설립
- 1941년 4월 1일: 운신공립국민학교 부설 신창간이학교로 개칭
- 1941년 10월 1일: 운신공립국민학교 개교

## 참고 자료
- 운신초등학교 - 한국교육학술정보원 학교알리미